# 邁克爾·馬西莫諾
麥克·馬西米諾（英語：Mike. Massimino，1962年8月19日—）是一名美國工程師和美國太空總署太空人，執行過兩次維護哈伯太空望遠鏡的航太任務。其中包括著名的STS-125，即哈伯望遠鏡最後一次的維修任務。

## 教育經歷
1980年從弗兰克·凯里中學畢業後，麥克·馬西米諾進入哥倫比亞大學，並于1984年取得土木工程的學士學位。 之後進入麻省理工學院，於1988年取得機械工程和技术与公共政策理學碩士學位。之後繼續深造，並於1990年和1992年分別取得機械工程的工學碩士和哲學博士學位。

## 學術經歷
1986年從哥倫比亞大學畢業後，麥克·馬西米諾進入了位於紐約的IBM公司擔任系統工程師一職。1986年，麥克辭職進入MIT工學院的人機系統實驗室研究對太空機器人的控制課題，並獲得了兩項專利。1987年夏天，他以學生的身份在NASA總部的航太技術部門擔任工程師。1989年夏天進入馬歇爾太空飛行中心，1990年作為訪問工程師進入位於德國奥伯法芬霍芬的德國航太中心。
1992年從MIT畢業後，麥克進入位於德州休士頓的麥克唐納-道格拉斯公司，擔任研究工程師，期間他開發出一套用筆記本電腦輔助控制太空梭機械手的顯示系統。這套系統後來被應用於1995年奮進號太空梭負責執行的STS-69任務上。1992年至1995年，他在萊斯大學的機械工程與材料工程學院兼任助理教授，教授機械系統的反饋控制。1995年，麥克進入佐治亞理工學院工業及系統工程學院擔任助理教授，教授與人機系統相關的課程，繼續研究太空飛行器的的人機控制界面，並在技術期刊上發表了多篇論文。2011年麥克與西格丽德克魯斯、安迪·豪威爾、大衛.卡普蘭和史蒂夫·雅各布做客國家地理頻道的“已知宇宙”紀錄片。

## 任職NASA
1996年5月，邁克爾·馬西莫諾成為候選太空人，並於1996年8月至林頓·約翰遜太空中心報到。在那裡，馬西米諾接受了兩年的太空人EVA訓練，並通過評測成為一名航太任務專家。在正式執行任務之前，馬西米諾在太空人部門的機器人分部和艙外活動分佈執行任務。期間，他在NASA的任務控制中心擔任和太空人之間的通訊等工作。目前他在約翰遜航太中心和萊斯大學太空研究所擔任執行主管。

## 太空人生涯
STS-109（哥倫比亞號太空梭，2002年3月1日-12日）。STS-109是第四次哈伯太空望遠鏡維修任務。該任務成功地為哈伯望遠鏡更換了一個新的動力單元，一個照相機（高級巡天相機）和太陽能電池陣列。STS-109創下了5次太空人出艙，共計35小時55分鐘的記錄。馬西米諾在該次任務中執行了兩次出艙，共計14小時46分鐘。STS-109繞地球165圈，飛行距離450萬英里，共計飛行262小時10分鐘。
STS-125（亞特蘭提斯號太空梭，2009年5月11日-24日）。STS-125是最後一次哈伯太空望遠鏡的維修任務，也是亞特蘭蒂斯號的第30次飛行。因天氣原因，最後太空梭的降落被延遲了3天並最終沒有直接降落在甘迺迪太空中心的專用機場，而是將落在了愛德華空軍基地。在這次任務中，麥克·馬西米諾成為首位在太空中使用twitter的太空人。麥克並沒有使用機上的通訊系統，而是連接林頓·約翰遜太空中心的控制中心，在twitter上分享了訊息。另外他還向公众展示了4月3日開始的STS-125任務訓練過程。邁克爾於2011年7月從太空人除役。

## 參與演出之作品
麥克·馬西米諾多次客串過哥倫比亞廣播公司的美劇《生活大爆炸（The Big Bang Theory）》，飾演他本人。在劇中，他常常以老鳥的身份欺負西蒙·黑爾貝格飾演的霍華德·沃洛維茲。
| 年份       | 電視劇     | 角色              | Notes |
| ---------- | ---------- | ----------------- | --- |
| 2011年至今 | 生活大爆炸 | 麥克·馬西米諾本人 | 第5季, 第15集 “The Friendship Contraction” 第5季, 第24集 “The Countdown Reflection” 第6季, 第02集 “The Decoupling Fluctuation” 第6季, 第04集 “The Re-Entry Minimization” |

## 獲得榮譽
- 美國宇航局太空飛行獎章
- NASA研究生研究項目獎學金

## 參加組織
- 麻省理工學院校友會
- 哥倫比亞大學校友會
- 空間探索者協會

## 個人生活
邁克爾·馬西莫諾1962年8月19日出生於紐約州的歐申賽德市。已婚，喜歡打棒球，家庭聚會、野餐等活動。